# 레드윙 (신발)
레드윙 슈즈(Red Wing Shoes) 및 레드윙 신발회사(Red Wing Shoe Company, LLC)는 1905년 찰스 벡맨(Charles H. Beckman)이 설립한 미네소타주 레드 윙에 본사를 둔 미국의 신발 회사이다.

## 아이언 레인저
워크웨어의 전통을 가지고있는 레드윙 작업화 스타일의 신발
|                                                                  |
| 레드윙 워크웨어 부츠 -아이언레이저(iron Range) 8115(브라운 가죽) |

## 같이 보기
- 디키즈
- 워크웨어